# Golden Boy (film)
Golden Boy is een Amerikaanse dramafilm uit 1939 onder regie van Rouben Mamoulian. Het scenario is gebaseerd op het gelijknamige toneelstuk uit 1937 van de Amerikaanse auteur Clifford Odets.

## Verhaal
De begenadigde violist Joe Bonaparte zit in geldproblemen. Zijn vader wil dat hij vioolconcerten gaat geven. Hij wil zelf echter liever gaan boksen.

## Rolverdeling
| Acteur             | Personage         |
| ------------------ | ----------------- |
| William Holden     | Joe Bonaparte     |
| Barbara Stanwyck   | Lorna Moon        |
| Adolphe Menjou     | Tom Moody         |
| Lee J. Cobb        | Mr. Bonaparte sr. |
| Joseph Calleia     | Eddie Fuseli      |
| Sam Levene         | Siggie            |
| Edward Brophy      | Roxy Lewis        |
| Beatrice Blinn     | Anna "Duchess"    |
| William H. Strauss | Mr. Carp          |
| Don Beddoe         | Borneo            |